# Apareiodon hasemani
Apareiodon hasemani är en fiskart som beskrevs av Eigenmann, 1916. Apareiodon hasemani ingår i släktet Apareiodon och familjen Parodontidae. Inga underarter finns listade i Catalogue of Life.